# Pablo Aguilar (Schauspieler)
Pablo Aguilar (* 22. April 1973 in Buenos Aires) ist ein argentinischer Schauspieler und Drehbuchautor.

## Leben
Aguilar wuchs in Buenos Aires auf. An der Fundación Universidad del Cine in Buenos Aires studierte er Filmregie (1993–95) und nahm Schauspielunterricht am Conservatorio Nacional de Arte Dramatico in Buenos Aires (1995–98). Er wirkte in einigen Kurzfilmen und Tanztheatern mit, bevor er in der Schweiz als Filmschauspieler engagiert wurde. Aguilar lebt seit 1999 in Zürich.

## Filmografie
als Schauspieler, sofern nicht anders angegeben
- 2002: Meier Marilyn
- 2004: Lou’s Waschsalon
- 2004: Verflixt verliebt
- 2005: Schönes Wochenende
- 2005: Leben auf Kredit
- 2005: Mein Name ist Eugen
- 2006: Das Fräulein
- 2008: Geld oder Leben
- 2009: Las Pelotas (Drehbuch)
- 2009: Frühling im Herbst
- 2010: Der grosse Kater
- 2012: Recycling Lilli
- 2013: Der Goalie bin ig
- 2020: Eden für jeden

## Nominierungen
- 2005: Nominierung für den Schweizer Filmpreis als Bester Hauptdarsteller in Verflixt verliebt.